# Три тіла Будди

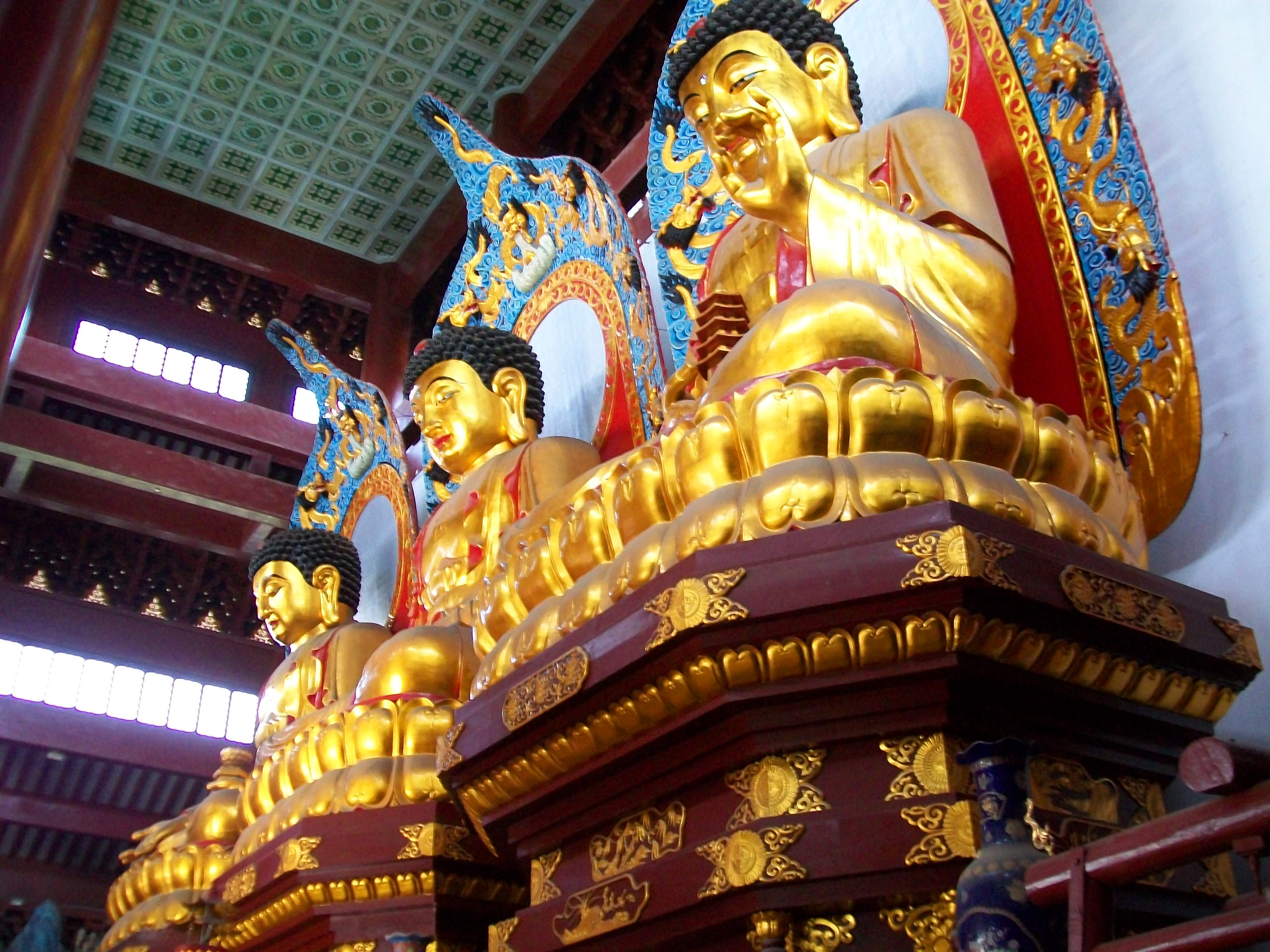
Статуя трьох буд

Три тіла Будди, Трика́я (санскр. त्रिकायत्रिकाय, trikāya IAST, кит. 三身, сань шень — «три тіла») — триєдина сутність, або три способи буття Будди. Згідно вченню махаяни, Будда проявляє себе в трьох аспектах:
1. Дгармакая (санскр. धर्मकायधर्मकाय, кит. 法身, фа шень — «сутнісне тіло») або Ваджракая (санскр. वज्रकायवज्रकाय[уточнити термін], «діамантове тіло») — вищий, абсолютний прояв духовної сутності, сутність всесвіту, збагненна лише за допомогою вищого просвітлення.
2. Самбгогакая (санскр. संभोगकायसंभोगकाय, кит. 報身[уточнити термін], бао шеен — «тіло блаженства» або «божественне тіло») — сутність Будди, збагненна в глибокій медитації. В цій містичній формі Будда проявляє себе, щоб дати глибокі повчання бодгісаттвам та йогінам.
3. Нірманакая (санскр. निर्माणकायनिर्माणकाय, кит. 化身 хуа шень — «феноменальне тіло»). Будда, виявляє себе в повсякденному світі. Зокрема, нірманакаєю вважається історичний Будда (принц Сіддгартха Ґаутама).